# Östersjön (Lits socken, Jämtland)
Östersjön är en sjö i Östersunds kommun i Jämtland och ingår i Indalsälvens huvudavrinningsområde. Sjön har en area på 1,47 kvadratkilometer och ligger 302 meter över havet. Sjön avvattnas av vattendraget Fjälån (Gällerån).

## Delavrinningsområde
Östersjön ingår i det delavrinningsområde (701421-145838) som SMHI kallar för Utloppet av Östersjön. Medelhöjden är 317 meter över havet och ytan är 9,76 kvadratkilometer. Räknas de 10 avrinningsområdena uppströms in blir den ackumulerade arean 112,94 kvadratkilometer. Fjälån (Gällerån) som avvattnar avrinningsområdet har biflödesordning 2, vilket innebär att vattnet flödar genom totalt 2 vattendrag innan det når havet efter 190 kilometer. Avrinningsområdet består mestadels av skog (67 procent) och sankmarker (13 procent). Avrinningsområdet har 1,47 kvadratkilometer vattenytor vilket ger det en sjöprocent på 15,1 procent.